# بزرجمهر

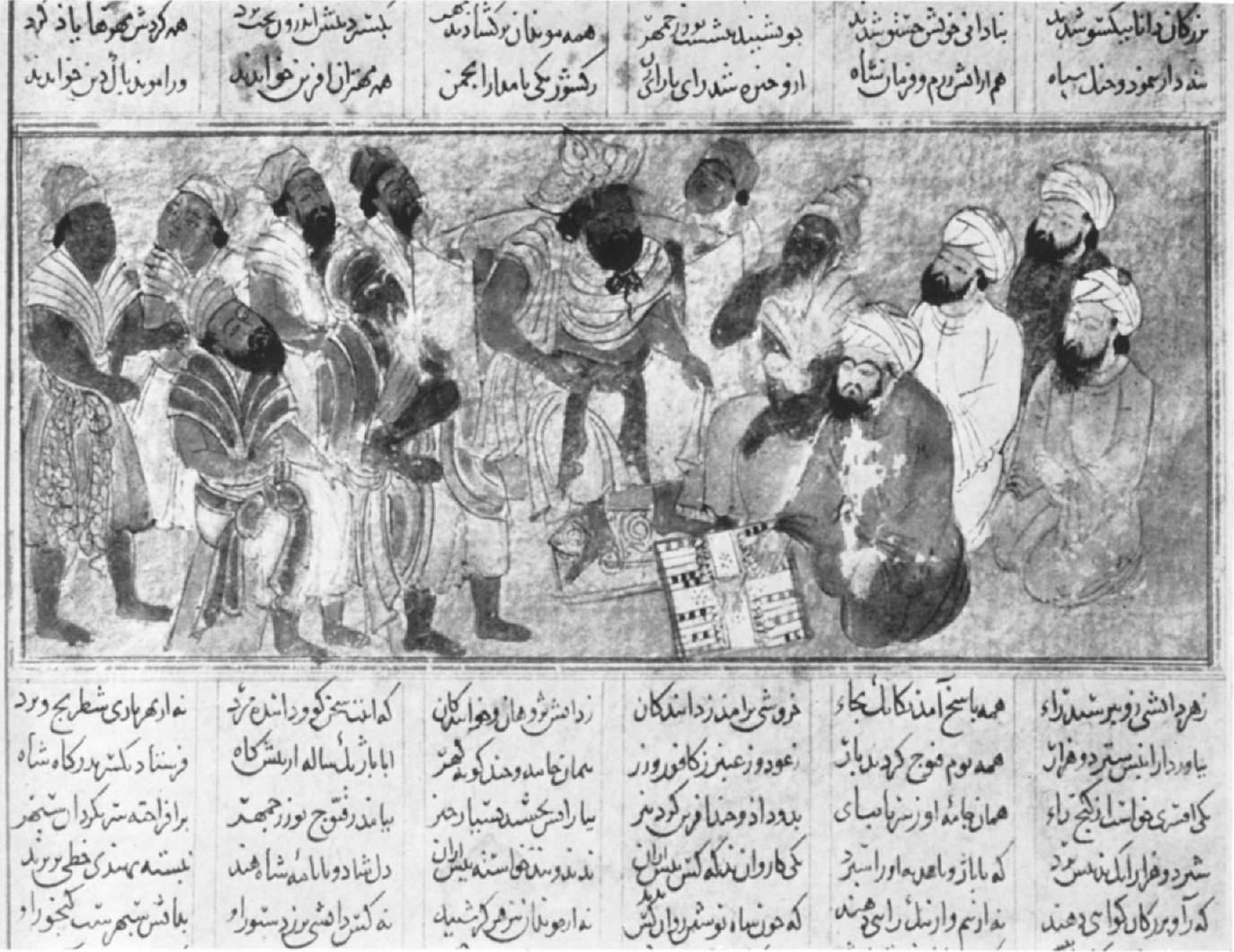
بزرجمهر ينبه الهنديين علی النرد

بُزُرْجَمِهَر بن البختكان (فارسية: بزرگمهر بختگان) كان وزيرا لأنوشيروان. وکان هو رجلا حکیما عالما وقد ذكر اسمه في بعض الأعمال الهامة في الأدب الفارسي، وعلی الأخص فی الشاهنامة. تنسب إليه الكثير من الحكم والأمثال.

## قصته
وتزعم الفرس - كما ورد في الشاهنامة أن أنوشروان رأی فی منامه كأنه يشرب خمرا في جام ذهب وخنزير یكرع معه في ذلك الجام فلما أصبح استفتی الموابذة فی رؤیاه فلم یعرفوا تعبیره فأمر ثقاته بطلب من یعتبرها. فاتفق أن أحدهم دخل مکتب مودب لهم واستفتاه فی تلك الرؤیا فكانت حاله في القصور عن تعبیرها كحال غیره فقام غلام من تلامذته یسمی بزرجمهر وقال أیها الأستاذ إن عندي تعبیرها. فدخل بزرجمهر في قصر أنوشروان وقال له لا یجوز تعبير رؤیاك إلا في خلوة. فأمر بإخلاء المکان. فقال بزرجمهر: إن في جملة نسائك وجواریك رجلا. وكانت لأنوشروان امرأة من بنات الملوك تعشق غلاما وتكسوه كسوة الجواري وترتبطه فیهن علی أنه جارية فلما مرت النساء والجواري متجردات وانتهت النوبة إلی الغلام علته الرعدة فأیقن أنوشروان أنه غلام وأمر بقتله مع عاشقته وتعجب في فطنة بزرجمهر علی حداثته واستخلصه لنفسه.

## قصة وضع الشطرنج والنرد
كانت الملوك یتراسلون ویتسألون عن المشكلات والغوامض فمن أجاب بالصواب أعفی عن الضريبة ومن لم يقدر علی الإجابة أخد بها فلما دان ملوك الأقالیم لأنوشروان وانفذو إلیه الهدايا والضرائب انفد إلیه ملك الهند هدایا کثیرة نفيسة وفیها الشطرنج ورقعتها وقال له علی لسان رسوله إلیه فإن فطنت لها واستخرجتها التزمت لک الضريبة عن بلادي کل سنة وإن قصرت عن الإحاطة بها فلا ضريبة لك على ذلك. فعلم أنوشروان أن لیس لها إلا بزرجمهر فأمره باسختراجها فتأملها حتی فطن لها وغاص علی حقائقها فی مجاریها ومباریها. فتعجب الرسول من فطنته والتزم الضريبة عن صاحبه ثم عارضها بزرجمهر بوضع النرد وأنفذها إلی ملك الهند فلم یفطن هو ولا وزراءه لها.

## غضب أنوشروان علی بزرجمهر

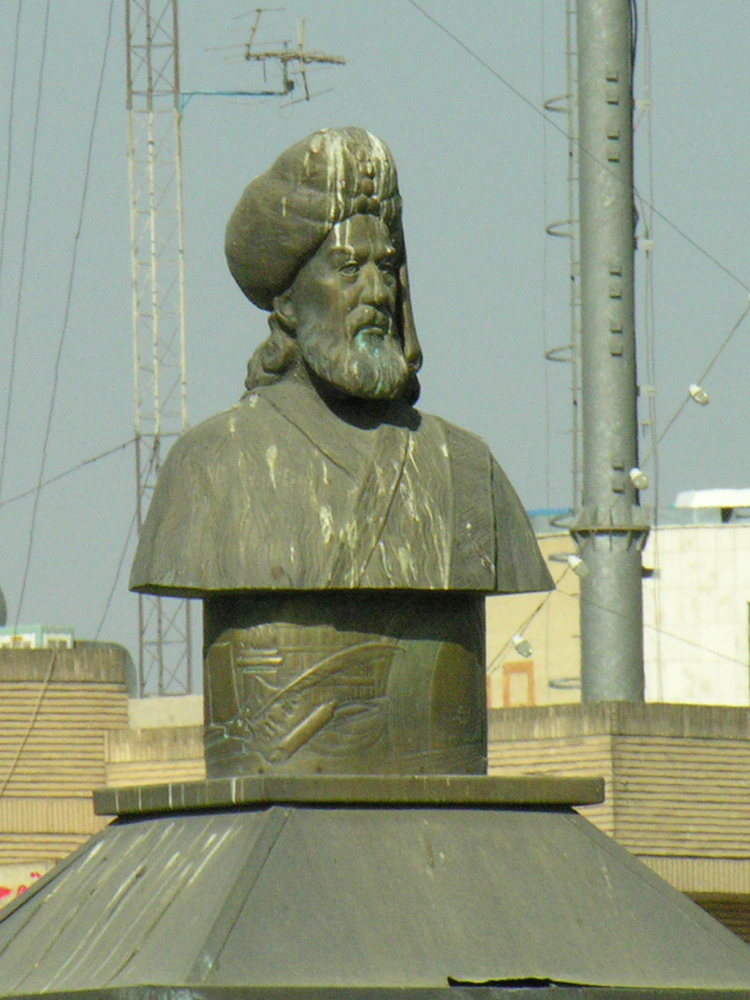
النحت بزرجمهر في ساحة بزرجمهر في أصفهان

لما نكب أنوشروان بزرجمهر أمره بأن يختار لسکناه موضعا لا يبغي عنه حولا فی الصيف والشتاء ولطعامه شيئا واحدا لا يستبدل به وللباسه ثوبا لا یتعداه إلی غیره. وطالت أيامه في المحنة وكان مع ذلك يقول: «الحكیم فی السجن أسعد من الملك علی سریره.»
وأنفذ قيصر إلی أنوشروان صندوقا صغیرا مقفلا مختوما علیه وقال إن أخبرت رسولي بما فیه التزمت لک الضريبة وإلا فلا. وعلم أنوشروان أن لیس له إلا بزرجمهر علی عماه فامر بإطلاقه واخبره بحال الصندوق وسأله عما فیه فاستمهله ليلة ثم ركب من الغد وقدم أمامه شاكريين وأمرهما أن يخبراه بأول من يستقبله فاستقبلته امرأة فقال لها: أ بكر أنت أم ثيب؟" فقالت: "بل بكر." فأنطلق فاستقبلته أخری فقال لها: "أ بكر أنت ثيب؟" قال: "بل ذات بعل." فقال "أ لک ولد؟" قالت: "لا." وانطلق فاستقبلته ثالثة. فسألها عن حالها فقالت ذات ولد. فانطلق حتی دحل إلی أنوشروان. فقال بزرجمهر الحکیم: إن في الصندوق ثلث درر إحداها غیر مثقوبة والأخری منصفة والثالثة مثقوبة. ففتح عنها فكانت كما وصف. وتعجب أنوشروان من فطنته.

## مقتله
أمر كسرى الثاني حفيد أنوشروان بقتل بزرجمهر لأن الوشاة حول كسرى لم يدعوه وشأنه. فأعدمه كسرى على مرأى من الناس وعلى مرأى من إبنته.

## أقواله
- نصحني النصحاء، ووعظني الوعاظ شفقة وتأديبا، فلم يعظني شيء مثل شيبي، ولا نصحني مثل فكري. ولقد أستضأت بنور الشمس وضوء القمر فلم استضيء بضياء أضوأ من نور قلبي. وكنت عند الأحرار والعبيد فلم يملكني ولا قهرني غير هواي. وعاداني الأعداء فلم أرى أعدى علي من نفسي إذا جهلت. وزاحمني المضايق فلم يزاحمني مثل سوء الخلق. ووقعت في أبعد البعد وأطول الطول، فلم أقع على شيء أضر علي من لساني. ومشيت على الجمر ووطئت الرمضاء، فلم أر نارا أعلى حرا من غضبي. وتوحشت في البرية والجبال فلم أر أوحش من قرين السوء. وأكلت الطيب وشربت الهنيء، فلم أجد شيئا ألذ من العافية والأمن. وأكلت الصبر وشربت المر، فلم أر شيئا أمر من الفقر. وركبت البحار ورأیت الأهوال فلم أر هولا مثل الوقوف علی سلطان الجاير. وقدت الجيوش وصارعت الأقران فلم أر قرينا أغلب من امرأة السوء. وعالجت الحديد ونقلت الصخر، فلم أر حملا أثقل من الدين. ولبست الكسي الفاخرة، فلم ألبس شيئا مثل الصلاح. وطلبت أحسن الأشياء عند الناس، فلم أجد شيئا أحسن من حسن الخلق... وسررت بعطايا الملوك ومواهبهم فلم أر أسر بشيء أکثر من الخلاص منهم.